# سامیانگ ۱۴میلی‌متر اف/۲٫۸ آی‌اف ئی‌دی یوام‌سی کروی
سامیانگ ۱۴میلی‌متر اف/۲٫۸ آی‌اف ئی‌دی یوام‌سی کروی (به انگلیسی: Samyang 14mm f/2.8 IF ED UMC Aspherical) نام لنز دوربین عکاسی از نوع ثابت است که توسط شرکت سامیانگ تولید می‌شود. فاصلهٔ کانونی این لنز ۱۴ میلی‌متر، دیافراگم آن دارای ۶ تیغه و ضریب اف آن اف ۲٫۸ تا اف ۲۲ است. این لنز در ۲۰۱۱ میلادی تولید و عرضه شده‌است.